# David Moreira
Pour les articles homonymes, voir Moreira.
David Moreira, né le 18 avril 2004 à Lisbonne, est un footballeur international cap-verdien qui évolue au poste de défenseur central au Sporting CP.

## Biographie

### Carrière en club
Né à Lisbonne au Portugal, David Moreira est formé par le Sporting CP, où il commence sa carrière professionnelle avec l'équipe reserve en championnat du Portugal de troisième division,. Lors de la saison 2024-2025, il aide son équipe à obtenir la promotion en deuxième division.
Il joue son premier match avec l'équipe première du club le 25 mai 2025, entrant en jeu lors de la finale de la coupe du Portugal, remportée 3-1 contre le Benfica,,.

### Carrière en sélection
En mars 2025, Moreira est convoqué pour la première fois avec l'équipe senior du Cap-Vert. Il honore sa première sélection le 29 mai 2025, lors d'un match nul 1-1 contre la Malaisie à Kuala Lumpur.

## Palmarès
Sporting CP
- Coupe du Portugal
  - Vainqueur en 2025